# Iliana Jotova
Iliana Malinova Jotova  (Bulgaars: Илияна Малинова Йотова) (Sofia, 24 oktober 1964) is een Bulgaars politica.

## Loopbaan
Jotova voltooide in 1989 een masteropleiding Bulgaars en Frans aan de Sint-Clemens van Ohrid-universiteit in Sofia. Ze was in de jaren negentig werkzaam bij de Bulgaarse Nationale Televisie en van 1997 tot 2005 was ze directrice van het perscentrum van de Bulgaarse Socialistische Partij (BSP). In 2000 werd ze lid van de nationale partijraad van de BSP.
Ze nam deel aan de parlementsverkiezingen van 2005, waarna ze twee jaar lang in de Nationale Vergadering zetelde, alvorens ze meedeed aan de extra verkiezingen voor het Europees Parlement, die in mei 2007 werden gehouden naar aanleiding van de toetreding van Bulgarije tot de Europese Unie. Op 6 juni 2007 werd Jotova lid van het Europees Parlement. Ze maakte onder andere deel uit van de volgende commissies:
- Commissie interne markt en consumentenbescherming (2007-2009)
- Commissie verzoekschriften (2009-heden)
- Commissie visserij (2009-heden)
- Bijzondere Commissie georganiseerde misdaad, corruptie en witwassen (2012-2013)

Bij de presidentsverkiezingen van 13 november 2016 werd Jotova gekozen tot vicepresident van Bulgarije, ingaande op 22 januari 2017. In verband hiermee trad zij op 16 januari 2016 af als lid van het Europees Parlement.